# 미시마정
미시마정(일본어: 三島町 미시마마치[*])은 일본 후쿠시마현 오누마군의 정이다.

## 지리
대부분은 산림에 덮여 있다. 정 북부의 다다미강가에 교통이 열려 있고 미야시타 지구에는 정사무소와 병원 등 정의 주요한 기능이 집중되어 있다. 강 상류에는 미야시타댐이 있어 댐을 이용한 수력 발전소가 있다.

## 역사
- 1955년 7월 20일 - 미야시타촌과 니시카타촌이 합병하여 미시마촌이 되었다.
- 1961년 4월 1일 - 미시마촌이 정으로 승격하여 미시마정이 되었다.

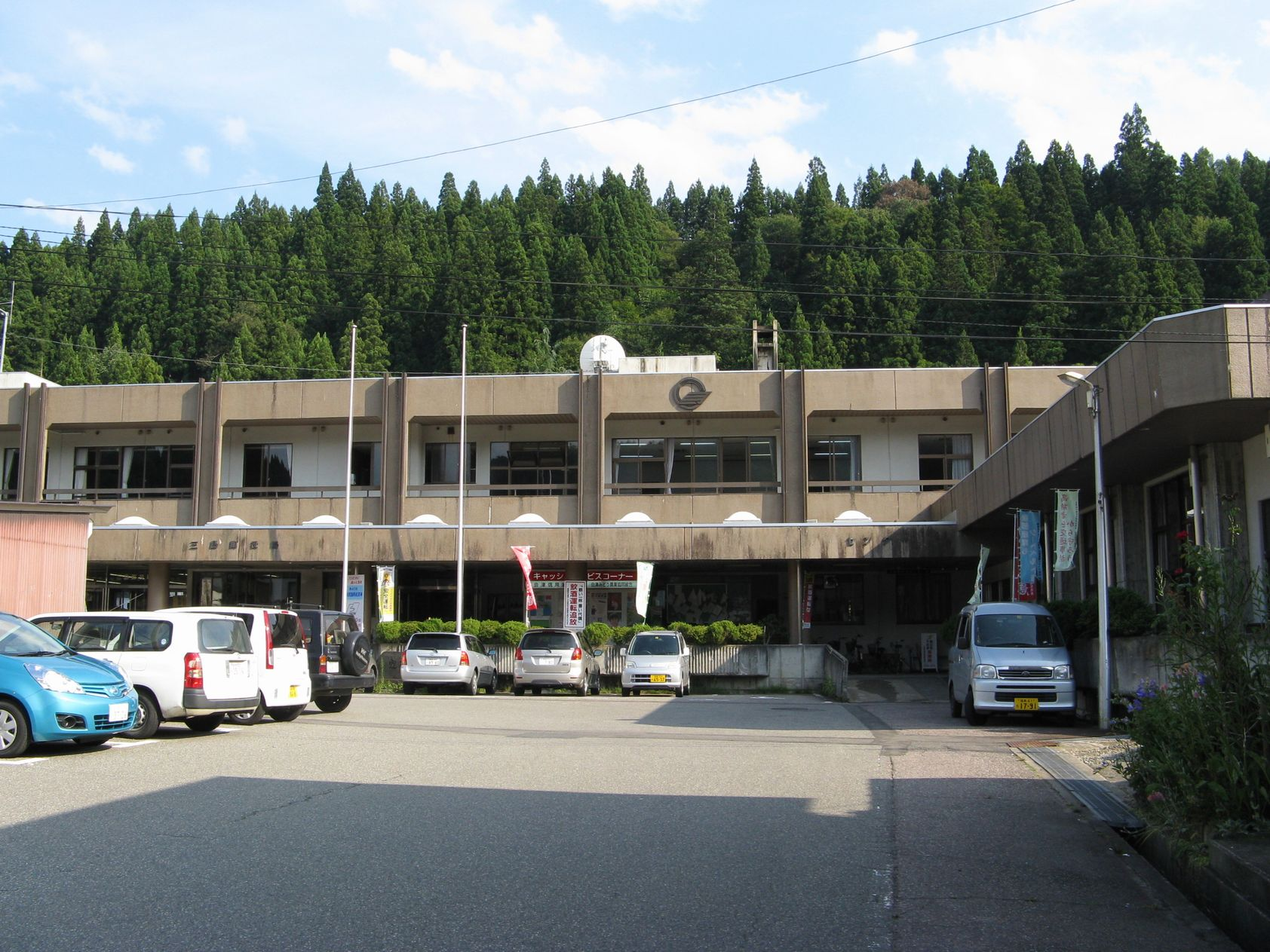
미시마정 사무소

## 인구
| 연도 | 인구  | ±%     |
| ---- | ----- | ------ |
| 1920 | 4,518 | —      |
| 1930 | 4,728 | +4.6%  |
| 1940 | 5,287 | +11.8% |
| 1950 | 7,721 | +46.0% |
| 1960 | 5,803 | −24.8% |
| 1970 | 4,108 | −29.2% |
| 1980 | 3,389 | −17.5% |
| 1990 | 2,886 | −14.8% |
| 2000 | 2,474 | −14.3% |
| 2010 | 1,926 | −22.2% |

## 교통

### 철도
- 동일본 여객철도 다다미선

### 도로
- 국도 252호선
- 국도 400호선(일본어판)